# Alkotóművészet
Az alkotóművészet azon művészi produkciók összefoglaló elnevezése, amelyek (szemben az előadóművészettel) nem már meglevő műveket adnak elő, hanem új műalkotásokat hoznak létre.

## Ebbe a szakágazatba tartoznak
- a független művész, mint szobrász, festő, karikaturista, metszetet-, karcot készítő stb. egyéni tevékenysége;
- az író egyéni tevékenysége bármely témában, beleértve a regényírást és a szakmai kiadvány készítését;
- a független újságírás;
- a művészeti alkotások (pl. festmények) műértékének helyreállítása, restaurálása.

### Nem ebbe a szakágazatba tartoznak
- szobrok gyártása, kivéve az eredeti műalkotások létrehozása;
- az orgonák és egyéb régi hangszerek restaurálása;
- a mozgókép (film, videó) gyártása;
- a bútorok restaurálása (kivéve: múzeumi tárgyak);
- a műszaki, gazdasági és más szakmai kézikönyv, dokumentum megírása.

## Alkotóművész
Az alkotóművész "jogi státusz" jelenleg Magyarországon nem létezik. Alkotó művész voltaképpen az, kinek van saját eszméje, gondolata, ötlete, érzése, hangulata, melyet az ő legsajátosabb egyéni, művészi nyelvén színekben, formában megvalósít, önmagából s a természet örökké zajgó-mozgó nagy tengeréből merít. Az elmét folyton éber tevékenységre kell szoktatni, mert a gondolatbeli lustaság elsősorban sírásója az alkotó tehetségnek.

## Érdekességek
"Szűkebb értelemben véve, a népzene a melodikus alkotóművészet egésze" (Bartók Béla)